# TMEM243
TMEM243‏ (None) هوَ بروتين يُشَفر بواسطة جين TMEM243 في الإنسان.